# Muscocyclops bidenatus
Muscocyclops bidenatus là một loài giáp xác trong họ Cyclopidae. Chúng là loài đặc hữu của Brasil.
Môi trường sống tự nhiên của loài này là vùng đầm lầy cỏ.